# Andrea Jaegerová
Andrea Jaegerová (* 4. června 1965 Chicago, Illinois) je bývalá americká profesionální tenistka a druhá hráčka žebříčku WTA, díky svým výsledkům označovaná za „zázračné dítě sezóny 1980“. Prožila krátkou sportovní kariéru, která byla předčasně ukončena vážným poraněním ramena. Ve své kariéře vyhrála na okruhu WTA Tour osm turnajů ve dvouhře a čtyři ve čtyřhře. V rámci okruhu ITF získala deset titulů ve dvouhře a dva ve čtyřhře.
Hrála dvě grandslamová finále ve dvouhře ve Wimbledonu 1983 a na French Open 1982, v obou podlehla Martině Navrátilové. Ve smíšené čtyřhře zvítězila společně s Jimmy Ariasem na French Open 1982.
Po ukončení kariéry v roce 1987 se plně věnovala veřejné službě, charitě a filantropii. Vystudovala teologii a v roce 2006 přijala řádové jméno „sestra Andrea“. Stala se anglikánskou řeholnicí dominikánského řádu a patří do Episkopální církve se sídlem v Coloradu.
Na žebříčku WTA byla ve dvouhře nejvýše klasifikována v srpnu 1981 na 2. místě. Praktikovala celoplošný tenis od základní čáry s výborným forhendem a obouručným bekhendem.
Ve fedcupovém týmu Spojených států debutovala v roce 1981 tokijským prvním kolem Světové skupiny proti Jižní Koreje, v němž vyhrála dvouhru. V soutěži nastoupila k devíti mezistátním utkáním s bilancí 8–1 ve dvouhře a 0–0 ve čtyřhře. Spojené státy reprezentovala na losangeleských Letních olympijských hrách 1984, kde se tenis představil v roli ukázkového sportu.

## Tenisová kariéra

### 1980
V roce 1980, ve věku 15 let a 19 dní, se stala historicky nejmladší nasazenou hráčkou nebo hráčem ve Wimbledonu. Tento rekord překonala až v roce 1990 Jennifer Capriatiová. Na turnaji porazila bývalou vítězku Virginii Wadeovou a probojovala se až do čtvrtfinále, kde drží rekord jako nejmladší hráč v této fázi turnaje. Již na zimním okruhu Avon Tennis roku 1980 dosáhla několika překvapivých výsledků, když vyhrála turnaj v Las Vegas (ve finále nad Hanou Mandlíkovou), na závěrečném turnaji prohrála až ve finále s Reginou Maršíkovou. V červenci zvítězila v Beckenhamu (Spojené království) na trávě, probojovala se do finále mistrovství USA v Indianapolisu a semifinále hrála na US Open, kde se stala historicky nejmladším hráčem, který se probojoval takto daleko. Na okruhu WTA byla vyhlášena nováčkem roku 1980.

### 1981
V roce 1981 hrála finále konečného turnaje série Colgate, zde porazila Martinu Navrátilovou a prohrála s Tracey Austinovou. Vyhrála ve dvou turnajích Avon Championships (v Kansas City a Oaklandu), semifinalistka závěrečného šampionátu v New Yorku a také na French Open, Vítězka mistrovství USA na antuce v Indianapolisu.

### 1982
V tomto roce si zahrála finále na French Open a semifinále na Australian Open i US Open (obě prohrála s Chris Evertovou).

### 1983
Největšího úspěchu dosáhla finálovou účastí ve Wimbledonu, kde nestačila na Martinu Navrátilovou. Předtím vyřadila v semifinále šestinásobnou vítězku Billie Jean Kingovou, která na ni uhrála dva gamy.

### 1985
Pro zranění ramene ukončila tenisovou kariéru.

## Finále na Grand Slamu

### Ženská dvouhra: 2 (0–2)

#### Finalistka
| Rok  | Turnaj      | Vítězka             | Výsledek      |
| 1982 | French Open | Martina Navrátilová | 7–6(8–6), 6–1 |
| 1983 | Wimbledon   | Martina Navrátilová | 6–0, 6–3      |

### Smíšená čtyřhra: 1 (1–0)

#### Vítězka
| Rok  | Turnaj      | Spoluhráč   | Finalisté                  | Výsledek |
| 1981 | French Open | Jimmy Arias | Betty Stöveová Fred McNair | 7–6, 6–4 |

## Tituly na okruhu WTA

### Dvouhra (11)
| Číslo | Datum             | Turnaj                                         | Povrch  | Finalistka          | Výsledek      |
| 1.    | 23. listopad 1979 | African Eagles Classic                         | neznámý | Bettina Bungeová    | 6–4, 6–1      |
| 2.    | 14. únor 1980     | Las Vegas, Nevada, USA (Avon Futures)          | tvrdý   | Barbara Potterová   | 7–6, 4–6, 6–1 |
| 3.    | 13. červen 1980   | Beckenham, Spojené království                  | tráva   | Jo Durieová         | 6–0, 6–1      |
| 4.    | 15. září 1980     | Buick Riviera Classic, Las Vegas, Nevada, USA  | tvrdý   | Hana Mandlíková     | 7–5, 4–6, 6–3 |
| 5.    | 10. listopad 1980 | Florida Federal Open, Tampa, Florida, USA      | tvrdý   | Tracy Austinová     | bez boje      |
| 6.    | 12. leden 1981    | Avon Championships of Kansas City, USA         | koberec | Martina Navrátilová | 3–6, 6–3, 7–5 |
| 7.    | 9. únor 1981      | Avon Championships of California, Oakland, USA | koberec | Virginia Wadeová    | 6–3, 6–1      |
| 8.    | 3. srpen 1981     | U.S. Women's Clay Court Championship, USA      | antuka  | Virginia Ruziciová  | 6–1, 6–0      |
| 9.    | 1. únor 1982      | Avon Championships of Detroit, USA             | koberec | Mima Jaušovecová    | 2–6, 6–4, 6–2 |
| 10.   | 22. únor 1982     | Avon Championships of California, Oakland, USA | Carpet  | Chris Evertová      | 7–6(5), 6–4   |
| 11.   | 24. leden 1983    | WTA Marco Island, Marco Island, Florida, USA   | antuka  | Hana Mandlíková     | 6–1, 6–3      |

## Chronologie výsledků na Grand Slamu

### Dvouhra
| Turnaj          | 1979  | 1980  | 1981  | 1982  | 1983  | 1984  | 1985  | Celkově SR |
| --------------- | ----- | ----- | ----- | ----- | ----- | ----- | ----- | ---------- |
| Australian Open | A     | A     | ČF    | SF    | A     | A     | A     | 0 / 2      |
| French Open     | A     | 1k    | SF    | F     | SF    | 1k    | 2k    | 0 / 6      |
| Wimbledon       | A     | ČF    | 4k    | 4k    | F     | A     | A     | 0 / 4      |
| US Open         | 2k    | SF    | 2k    | SF    | QF    | A     | 2k    | 0 / 6      |
| SR              | 0 / 1 | 0 / 3 | 0 / 4 | 0 / 4 | 0 / 3 | 0 / 1 | 0 / 2 | 0 / 18     |

| Legenda | Legenda                                   | Legenda | Legenda                     |
| ------- | ----------------------------------------- | ------- | --------------------------- |
| SR      | poměr vyhraných turnajů ku všem odehraným | W–L V–P | výhry–prohry                |
| NH      | daný rok se turnaj nekonal                | A       | turnaje se hráč nezúčastnil |
| 1Q / LQ | prohra v (kole) kvalifikace               | 1k / 1R | prohra v daném kole turnaje |
| QF / ČF | prohra ve čtvrtfinále                     | SF      | prohra v semifinále         |
| F       | prohra ve finále                          | Vítěz   | vítězství v turnaji         |